# Cormocephalus nudipes
Cormocephalus nudipes är en mångfotingart som beskrevs av Jangi och Dass 1984. Cormocephalus nudipes ingår i släktet Cormocephalus och familjen Scolopendridae. Inga underarter finns listade i Catalogue of Life.